# 揚克維爾 (密蘇里州)
揚克維爾（英語：Yonkerville）是位於美國密蘇里州巴里縣的非建制地區。

## 地理
揚克維爾所處的海拔為高於海平面395米（即1296英呎），而該地所採用的時區為UTC-6，即北美中部時區（CST）。同時該地設有夏令時間，為UTC-6調快一小時，即UTC-5（CDT）。